# Bridgewater (Dél-Dakota)
Bridgewater város az Amerikai Egyesült Államok Dél-Dakota államában, McCook megyében. Lakosainak száma 511 fő (2020. április 1.).

## Népesség
A település népességének változása:

| 2010 | 492 |
| 2020 | 511 |